# Galgenvogel

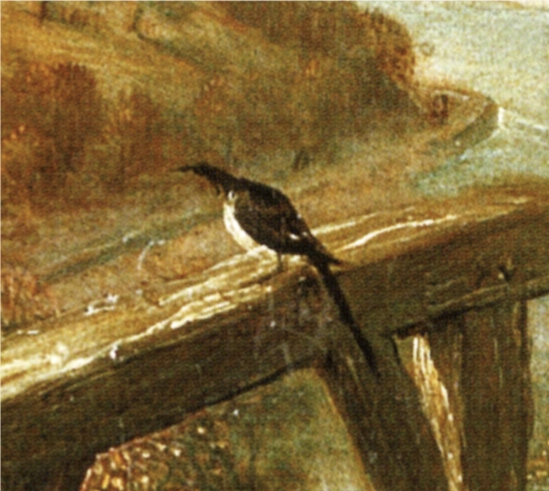
Pieter Bruegel der Ältere, Die Elster auf dem Galgen (1568). Detail

Galgenvogel werden in der Umgangssprache Personen genannt, die unter Missachtung von Gesetzen und Konventionen entweder vom Unglück anderer profitieren oder andere Mitmenschen durch eigene Taten übervorteilen. Damit wird gleichzeitig dieses Verhalten abgewertet und beschimpft. Es wird zum Ausdruck gebracht, dass diese Person an den Galgen gehört.
Auch wird der Begriff für umherziehende und heruntergekommene Personen gebraucht. Er ist mit Ekel und Abneigung unterlegt.
Früher wurde umgangssprachlich ein zum Tod durch Hängen Verurteilter Galgenvogel genannt.
Der Begriff geht zurück auf den auch „Galgenvogel“ genannten Raben, der als Aasfresser die Nähe von mittelalterlichen Hinrichtungsstätten suchte. Das erzeugte bei der damaligen Gesellschaft Grauen vor diesen Vögeln und sorgte für die Übertragung dieses Begriffes auf die  beschriebenen Personen.

## Begriffe mit ähnlicher Bedeutung
- Gauner
- Spitzbube
- Strolch